# Antonio Otegui
Antonio Islam Otegui Khalifi (Tafalla, Navarra, 7 de marzo de 1998) es un futbolista español que juega como centrocampista y que actualmente juega en el C. D. Tudelano de la Segunda Federación

## Trayectoria
Tras pasar por varios equipos de Tierra Estella como el C. D. Izarra entre otros, terminó su formación en la cantera de Osasuna, debutó en el primer equipo en Segunda División en el año 2015. Su mayor logro fue el ascenso a la Liga BBVA al término de la temporada 2015-16.
Tras no lograr hacerse con un hueco en el primer equipo terminaría saliendo en calidad de cedido hacia la U. D. Melilla donde jugaría una temporada, al año siguiente volvería a ser cedido pero esta vez al C. D. Numancia.
El 22 de agosto de 2020 Otegui pondría fin a su estancia en el club navarro para firmar por el C. D. Badajoz donde jugaría dos temporadas. Tras finalizar contrato en 2022 se mantendría sin equipo debido a una lesión hasta el invierno de la temporada 2022-23 cuando se marcharía al C. D. Tudelano.

## Clubes
| Club                    | País   | Categoría       | Año       | Partidos | Goles |
| ----------------------- | ------ | --------------- | --------- | -------- | ----- |
| C. A. Osasuna "B"       | España | 2.ªB            | 2015-2018 | 46       | 3     |
| C. A. Osasuna           | España | 2.ª y 1.ª       | 2015-2018 | 17       | 0     |
| U. D. Melilla (Cedido)  | España | 2.ªB            | 2018-2019 | 44       | 0     |
| C. D. Numancia (Cedido) | España | 2.ª             | 2019-2020 | 20       | 0     |
| C. D. Badajoz           | España | 2.ªB y 1.ª RFEF | 2020-2022 | 49       | 1     |
| C. D. Tudelano          | España | 2.ª RFEF        | 2023-     | 13       | 1     |

Debut en 1ª División: 17 de octubre de 2016, S.D. Eibar 2-3 C.A. Osasuna
| Temporadas 1.ª | Partidos 1.ª | Goles 1.ª | Partidos en Copa | Goles en Copa | Internacional |
| -------------- | ------------ | --------- | ---------------- | ------------- | ------------- |
| 1              | 3            | 0         | 8                | 0             | Sub-20        |